# Новое Мартьяново
Но́вое Мартья́ново — деревня в Завьяловском районе Удмуртии, входящая в Завьяловское сельское поселение. Расположена в 16 км к востоку от центра Ижевска и в 6 км к северо-востоку от Завьялово. Через деревню протекает река Мартьяновка, левый приток реки Позимь.
К северо-западу от деревни находится аэропорт Ижевск.

## История
При образовании Вотской АО, Новое Мартьяново вошло в Завьяловскую волость Ижевского уезда. В 1925 году становится центром вновь образованного Новомартьяновского сельсовета. В 1929 году волость упраздняется и сельсовет передаётся в Ижевский район, а в 1936 году — во вновь образованный Завьяловский район. В 1950 году Новое Мартьяново переходит в Завьяловский сельсовет, а Новомартьяновский сельсовет продолжал существовать до 1954 года, когда он был объединён с Ильинским сельсоветом в Казмасский.

## Население
| 2010 | 2012 |
| ---- | ---- |
| 33   | ↗35  |

## Улицы
- Мичуринская улица
- Аллейная улица
- Аллейный переулок
- Береговая улица
- Дачная улица
- Прудовая улица
- Родниковая улица
- Центральная улица[4]